# Mezőfalva
Mezőfalva là một làng thuộc hạt Fejér, Hungary. Làng này có diện tích 80,42 km², dân số năm 2010 là 4801 người, mật độ 60 người/km².